# Ballickmoyler

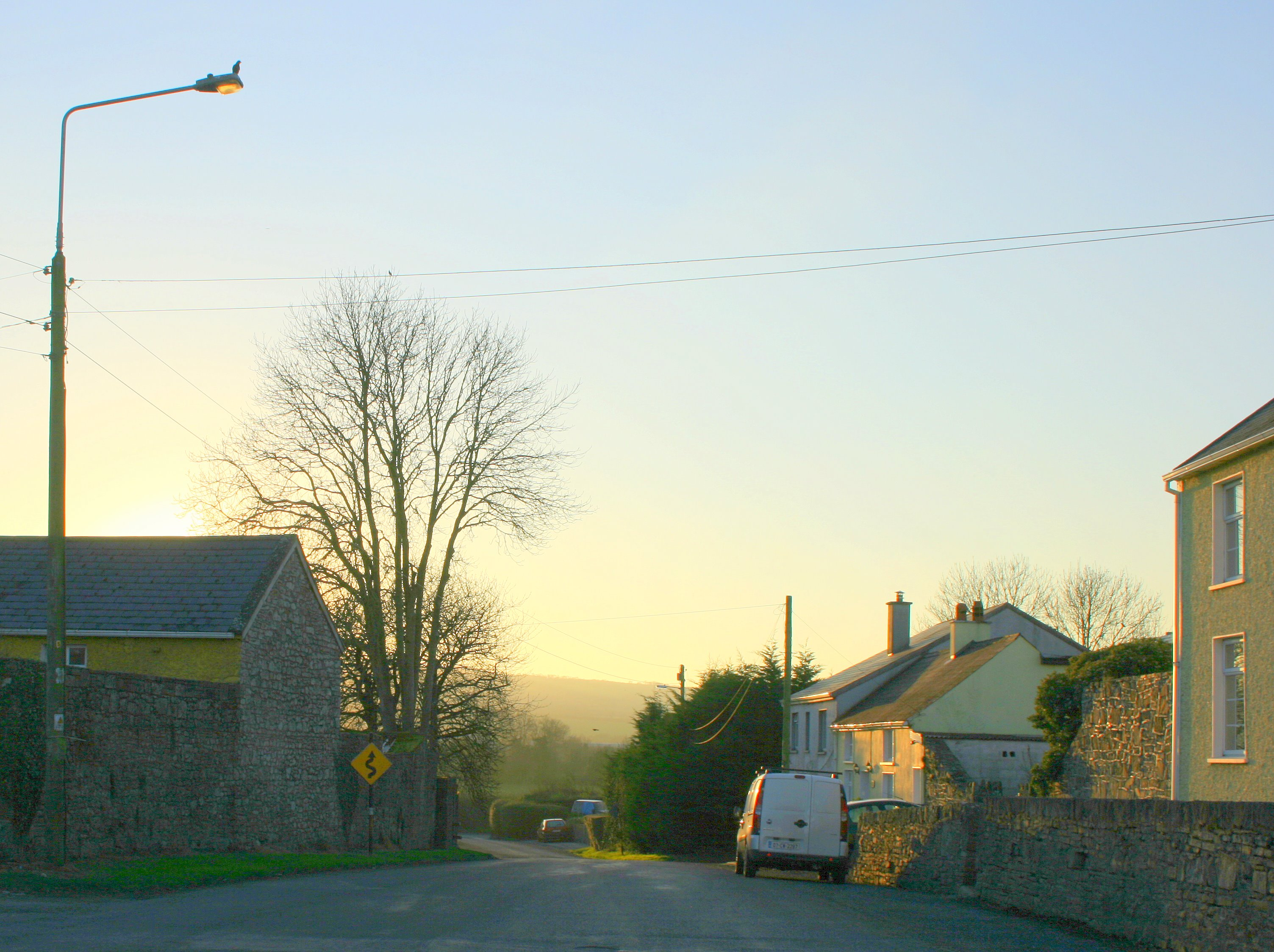
Ballickmoyler, droga N80

Ballickmoyler lub Ballicmoyler (irl. Baile Mhic Mhaoilir, co znaczy Syn Marii) – wieś w hrabstwie Laois w Irlandii położona przy skrzyżowaniu dróg N80 i R429, 30 km na południowy wschód od Portlaoise. Liczba ludności: 615 (2011).